# Bloko
Pour plus de détails, voir Fiche technique et Distribution.
Bloko (Mπλόκο) est un film grec réalisé par Ado Kyrou et sorti en 1965.
Auteur de l'ouvrage Le Surréalisme au cinéma, Ado Kyrou réalise un film dépouillé, réaliste et brechtien. Le film est un désastre public. Les spectateurs n'accrochent pas à cette façon de présenter l'histoire, plus habitués à un traitement émotionnel.

## Synopsis
En août 1944, à Kokkinia, un quartier de la banlieue rouge d'Athènes, un commerçant enrichi par le marché noir célèbre ses noces. Le même jour, les Allemands encerclent le quartier, rassemblent tous les hommes sur la place centrale et les exécutent pour tenter de mettre fin à la résistance.

## Fiche technique
- Titre : Bloko
- Titre original : Mπλόκο
- Réalisation : Ado Kyrou
- Scénario : Ado Kyrou, Jean-Paul Török et Gerassimos Stavrou
- Société de production : Grififilm
- Photographie : Yorgos Panoussopoulos et Gregoris Danalis
- Montage : Panos Papakyriakopoulos
- Direction artistique : Tassos Zografos
- Musique : Míkis Theodorákis
- Pays de production :  Grèce
- Genre : drame historique
- Format  : 35 mm, noir et blanc
- Durée : 84 minutes
- Dates de sortie : 
  - Grèce
  - France - 7 mai 1966

## Distribution
- Xenia Kalogeropoulou (el)
- Alexandra Ladikou (el)
- Yannis Fertis (el)
- Kostas Kazakos
- Manos Katrakis
- Stávros Tornés
- Zorz Sarri (en)
- Kostas Bakas
- Koula Agayotou (en)

## Distinctions
- Semaine du cinéma grec 1965 (Thessalonique) : Prix d'honneur pour la réalisation